# 德意志国铁路
德意志国铁路（德語：Deutsche Reichsbahn）又译作德国国营铁路或德意志帝国铁路，是德意志国于魏玛共和国时期至盟军占领时期前所运营的国营铁路。1945年后，德意志国铁路在苏联占领区的部分继续作为国营铁路由苏联军事当局代管直至1949年民主德国成立，并保留沿用德意志国铁路的名称。而德意志国铁路在其它三个占领区的部分至1949年联邦德国成立后则被更名为德国联邦铁路。

## 历史

### 1920年-1924年
在德意志统一后，德意志国所拥有的首条铁路是阿尔萨斯-洛林国营铁路，由总部设于斯特拉斯堡的“帝国铁路阿尔萨斯-洛林管理局（Kaiserliche General-Direktion der Eisenbahnen in Elsass-Lothringen）”所管辖。它是在1871年普法战争后法国将阿尔萨斯-洛林归还德国后实现的——此前法兰西第三共和国在成立之初便从东方铁路公司正式收购了该地区的铁路网络，然后再出售至德意志帝国。第一次世界大战结束后，该国营铁路重归法国所有。
而在德意志国的其它各邦国中，邦国实施铁路自治的情况仍然存在。奥托·冯·俾斯麦曾试图将一些主要的铁路线收归国有，但均未成功。1875年，由时任国有铁路协调人的阿尔伯特·冯·迈巴赫向联邦议会提交了一份整合铁路的国家铁路法，也因遭到多数邦国的反对而宣告失败。
1918年8月11日，根据《魏玛宪法》的条款规定，“德意志国铁道（Deutschen Reichseisenbahnen）”于1920年4月1日付诸实施建立 ，这是一个由各邦国自治铁路组成的联盟，并拥有对原各邦国自治铁路的管辖权。其加盟的铁路运营商主要包括：
- 皇家巴伐利亚国家铁路
- 皇家萨克森国家铁路（德语：Königlich Sächsischen Staatseisenbahnen）
- 皇家符腾堡国家铁路（德语：Königlich Württembergische Staats-Eisenbahnen）
- 巴登大公国国家铁路（德语：Großherzoglich Badischen Staatseisenbahnen）
- 普鲁士国家铁路（德语：Preußische Staatseisenbahnen）
- 普鲁士-黑森铁路联盟（德语：Preußisch-Hessische Eisenbahngemeinschaft）
- 奥尔登堡大公国国家铁路（德语：Großherzoglich Oldenburgische Staatseisenbahnen）
- 梅克伦堡大公国弗里德里希-弗朗茨铁路（德语：Friedrich-Franz-Eisenbahn）

### 1924年-1937年

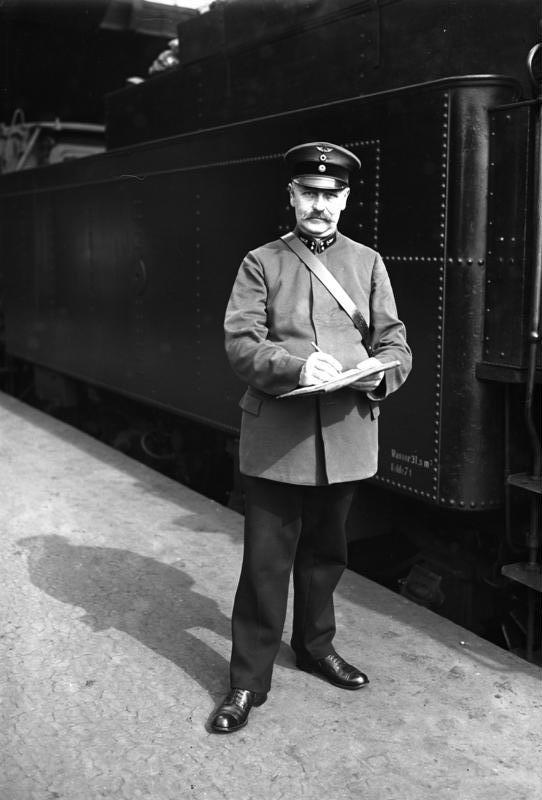
1928年的德意志国铁路列车长

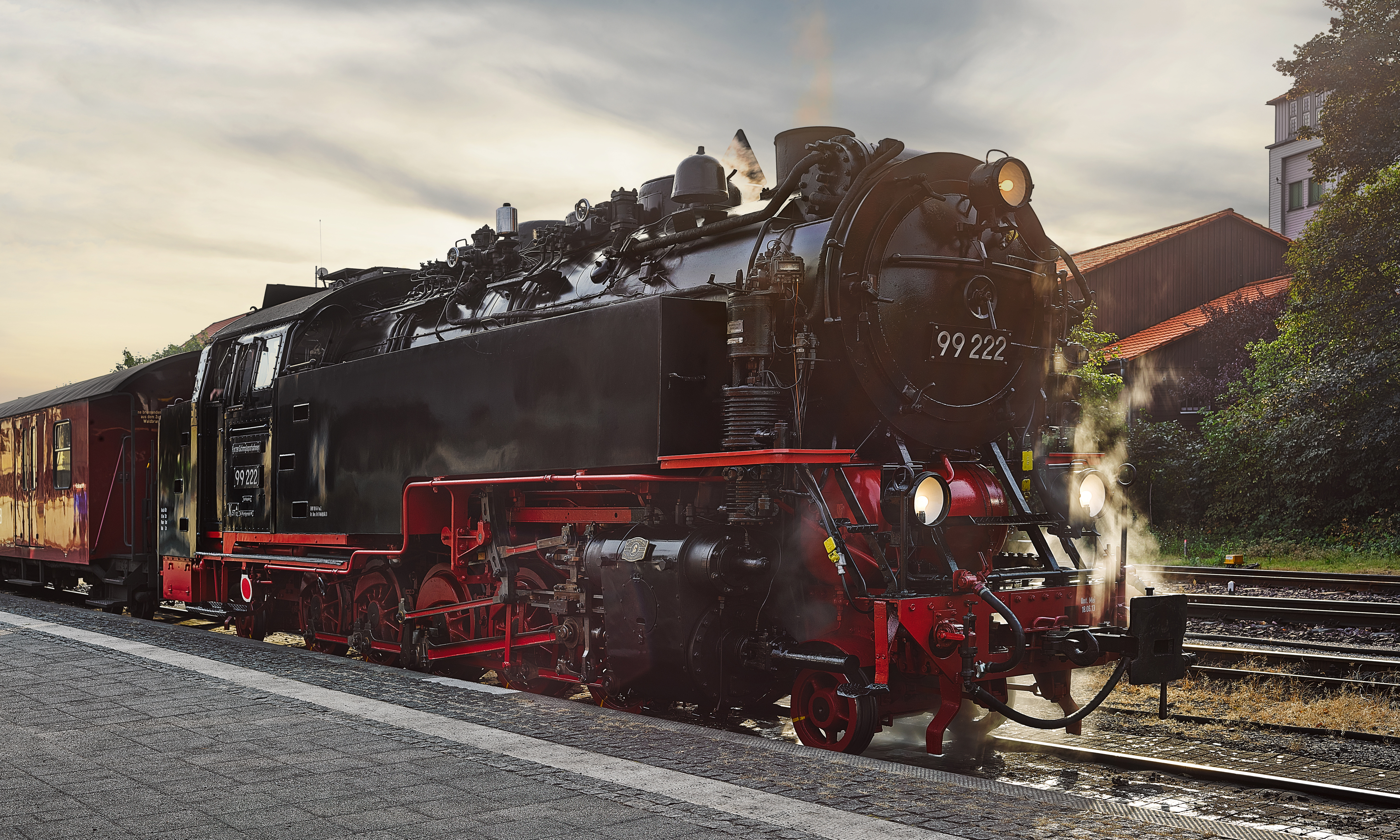
德意志国铁路公司于1931年制造的99.22型窄轨蒸汽机车停在德国韦尔尼格罗德中央火车站。

根据1924年道威斯计划的规定，德意志国铁道的所有收入将用于支付战争赔款。为此，国家政府于1924年2月12日宣布设立由国家交通部（Reichsverkehrsministerium）管辖的国有企业：德意志国铁路，德意志国成为德意志国铁路的持有者。然而这仍无法满足对债权国的赔偿，1924年8月30日，帝国政府再度颁布一项法律，通过成立国有的控股公司——德意志国铁路公司，以经营国家铁路。这是德意志国铁路的再度分解，该公司以盈利为目的，被用于促进德国的战争赔款。然而经济大萧条和持续的资金外流（每年约660万国家马克的赔偿）都严重影响了德意志国铁路的发展，直至1932年的洛桑会议后，德国停止支付赔款。
德意志国铁路早期的一个特点是开发了铁路车辆型号整编程序，以统一各邦国铁路所使用的类型不均的蒸汽机车。事实上由于经济原因以及线路进行轴重改造的滞后，早期的车辆购置并没有达到所需的数量。直到20世纪30年代末收购了主要的邦国铁路车型，尤其是普鲁士型机车后，情况才得以改善。在德意志国铁路初期，一些邦国铁路机车仍在继续生产，如普鲁士P8型（德意志国铁路38型）、普鲁士P10型（德意志国铁路39型）、普鲁士G12型（德意志国铁路58型）和普鲁士T20型（德意志国铁路95型）。巴伐利亚S3/6型（德意志国铁路18型）甚至在1930年仍然生产。最初作为战备采购计划而大量生产的货运机车在此期间已用作不同的用途。
在此期间，巴伐利亚根据德意志国铁路公司的章程拥有基本独立的管理局和自己的中央部门，它主要负责由瓦尔辛湖发电厂供电的多条电气化铁路运营，并对机车和车辆进行独立的测试及采购，提供诸如E32型和ET85型电力机车的服务。该管理局于1933年分解，其管理权移交德意志国铁路公司。
20世纪30年代后期，高速柴油动车组得到迅速发展，尤其是像飛行的漢堡人已被生产用作长距离运输。此后还造有高速流线型蒸汽机车，但其经济性不及高速柴油动车组。尽管德意志国铁路05型蒸汽机车在1936年的演示运行中突破了200公里/小时的速度，但德意志国铁路仍在其快速交通网络中青睐于柴油动车组车，因后者如轨道齐柏林的速度早在1931年6月21日便已达到创纪录的230.2公里/小时。
1935年，德意志国铁路的运营里程已达68,728公里，其中包括30,330公里的干线铁路、27,207公里的支线铁路和10,496公里的轻便铁路。这一时期德意志国铁路的轨道网络主要为东西向。当时最具现代化的铁路线包括横贯波兰走廊的普鲁士东部铁路、柏林-汉堡铁路、柏林经汉诺威进入鲁尔区的铁路、经法兰克福至德国西南部的铁路，以及由柏林-布雷斯劳的西里西亚铁路，它们均提供柴油动车组运营。

### 1937-1945年

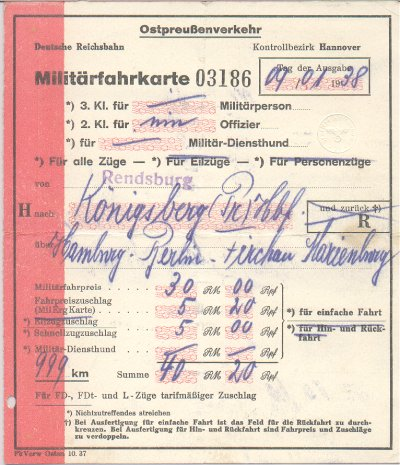
1938年由伦茨堡至哥尼斯堡的军用车票

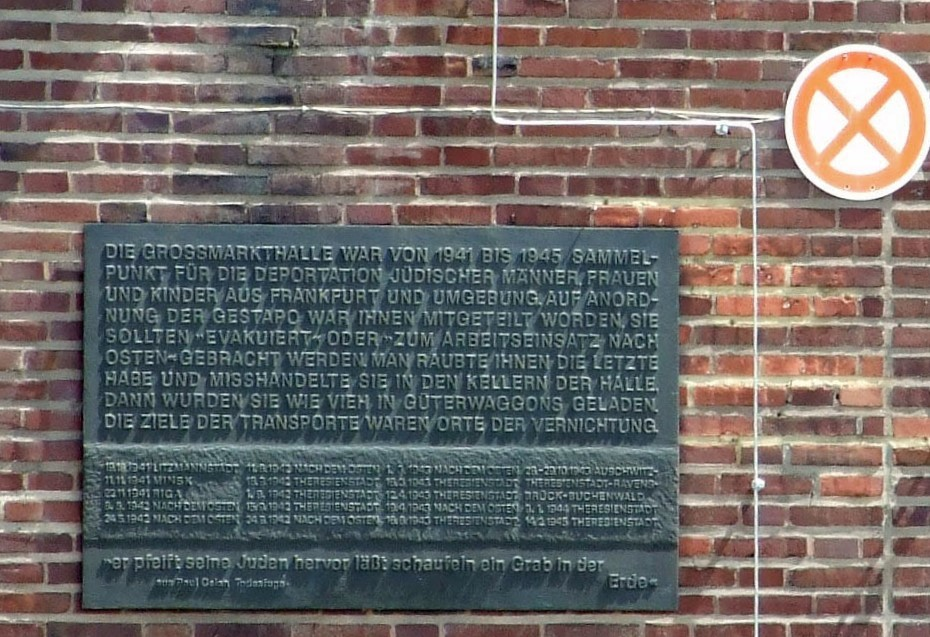
设于法兰克福的遣送犹太人纪念牌匾

根据1937年2月10日颁布《德意志国银行及德意志国铁路的修正案》，德意志国铁路公司被置于国家权力之下，并再度予其命名为德意志国铁路。二战期间，德意志国铁路成为德意志國防軍部队进行迅速转移的重要后勤部门，在整个欧洲所占领土中为纳粹政府提供基本的运输服务。其参与的重大军事活动包括：
- 1938年3月的德奧合併
- 1938年10月根据慕尼黑协定占领苏台德地区
- 1939年9月的波兰战役
- 1940年4月的威瑟演習作戰（入侵丹麦及挪威）
- 1940年5月的西方战役
- 1941年的巴爾幹戰役及巴巴羅薩行動

在所有被占领的国家中，德意志国铁路都试图将其缴获的铁路（机车车辆及基础设施）纳入自己的系统当中。甚至在战事结束后，它仍在转移军队。例如在最后一个主要的战役阿登战役中协助来自匈牙利的装甲部队从阿登撤退。
东部铁路管理局最初作为从波兰国家铁路并入德意志国铁路的部分参与管理波蘭總督府的铁路运输，并从1939年11月开始以东部铁路的名义成为波兰的国营铁路。在纳粹德国对波兰、丹麦、法国、南斯拉夫和希腊的作战中，当地的准轨铁路并未对德意志国铁路造成任何接入障碍。但在1941年6月22日发动入侵苏联的战役后，当地的宽轨铁路及德国所使用的准轨铁路差异则成了一大障碍。同时，由于苏联军队及当地铁路工人在后撤时已成功将大部分机车车辆转移或销毁。因此，德国现有的准轨机车车辆需要在此承担更多的后勤任务，但前提是必须铺设准轨铁路。这是一项效率极高的工程：德意志国铁路工人及德军管理的铁路部队于1941年6月22日至10月8日期间在苏联铁路系统中重新铺设了总长达16,148公里的准轨铁路 。
德意志国铁路的后勤运输对于实施侵略战争的作用非常重要，入侵苏联的的筹备工作便造就了历史上最大规模的铁路行军。德意志国铁路也是猶太人大屠殺的重要参与者，德意志国铁路使用运送家畜的棚车将成千上万的犹太人及其它大屠杀受害者从欧洲各个城市遣送至滅絕營或集中营，成为对犹太人实施种族灭绝的最终解决方案得以有效实施的关键所在。在主要的遣送车站，法兰克福的格罗斯马克哈勒货运站自1997年以来，已设有紀念牌匾。
在这一时期的前六年半时间里，德意志国铁路的显著特性是实现了快速扩张，这几乎完全是通过并购其它的铁路运营商实现的。这同时影响了部分外国国有铁路在德意志国所吞并领土的部分，以及该部分领土中心地区的私营运营商：
| 并购日期       | 名称                     | 备注                                         |
| -------------- | ------------------------ | -------------------------------------------- |
| 1938年3月18日  | 奥地利联邦铁路           | 于1939年1月1日前正式完成对其机车车辆的收购。 |
| 1938年10月19日 | 部分捷克斯洛伐克国家铁路 | 仅含苏台德地区的铁路线                       |
| 1939年3月23日  | 部分立陶宛国家铁路       | 默麦尔地区内的铁路                           |
| 1939年11月1日  | 部分波兰国家铁路         | 1918年以前属德国的地区及邻近德语区           |
| 1940年起       | 部分比利时国家铁路       | 1920年割让给比利时的地区                     |
| 1941           | 部分南斯拉夫铁路         | 被吞并的下施蒂利亞及克雷恩地区               |
| 1941           | 部分苏联铁路             | 1939年以前属波兰的比亚韦斯托克地区           |

| 并购日期       | 名称                                                                                           | 线路长度  |
| -------------- | ---------------------------------------------------------------------------------------------- | --------- |
| 1938年1月1日   | 吕贝克-比兴铁路                                                                                | 160.8公里 |
| 1938年1月1日   | 布伦瑞克地方铁路公司                                                                           | 109.5公里 |
| 1938年8月1日   | 慕尼黑洛克班股份公司                                                                           | 187.7公里 |
| 1. Januar 1939 | 卢萨蒂亚铁路公司                                                                               | 80.9公里  |
| 1939年-1940年  | 原奥地利境内的：施内山铁路, 萨夫山铁路, 施泰尔铁路, 瓦尔德菲尔特铁路, 阿斯邦铁路, 米尔地区铁路 |           |
| 1940年         | 9条捷克斯洛伐克私营铁路                                                                        |           |
| 1940年起       | 卢森堡境内所有私营铁路                                                                         |           |
| 1941年1月1日   | 梅克伦堡腓特烈·威廉铁路公司                                                                    | 112.6公里 |
| 1941年1月1日   | 普里格尼茨铁路股份公司                                                                         | 61.5公里  |
| 1941年1月1日   | 维滕贝尔格-佩尔莱贝尔格铁路                                                                    | 10公里    |
| 1941年5月1日   | 奥伊廷-吕贝克铁路                                                                              | 39.3公里  |
| 1941年8月1日   | 奥尔登堡县治铁路                                                                               | 72.3公里  |
| 1943年1月1日   | 托伊茨-鲁斯托夫-洛伊茨铁路                                                                     | 7公里     |
| 1943年7月1日   | 席普考-芬斯特尔瓦尔德铁路                                                                      | 33公里    |

### 1945年后
在二战结束后，根据1945年签订的波茨坦协定，德意志国铁路在新划定的德国领土以外的部分，其所有权及管理权归所处领土的相应国家所有。此外，盟军在其各自的占领区接管了德意志国铁路剩下的部分，使得德意志国铁路的编制被初步分成了4份。
在美国占领区，德意志国铁路设于奥格斯堡、法兰克福、卡塞尔、慕尼黑、雷根斯堡和斯图加特的管理分局转由法兰克福的“美占区最高管理当局”（Oberbetriebsleitung United States Zone）接管。德意志国铁路于英国占领区内埃森、汉堡、汉诺威、科隆、明斯特和伍珀塔尔的管理分局则归入比勒费尔德的“国家铁路总局”。在英美两国将各自的占领区合并成双占区后，其铁路系统也于1946年合并为“美国及英国占领区铁路中央管理局（Hauptverwaltung der Eisenbahnen des amerikanischen und britischen Besatzungsgebiets）”。1947年，在其将总部搬迁至奥芬巴赫时，也被称为“联合经济区内的德意志国铁路”（Deutsche Reichsbahn im Vereinigten Wirtschaftsgebiet）。德意志联邦共和国于1949年成立后，其再度更名为“德国联邦铁路”。
在法国占领区的德国西南部铁路则成立了德国西南铁路经营联合会，总部设于施派尔。它包括卡尔斯鲁厄（在美占区境内）、美因茨和萨尔布吕肯等管理分局所涉及的业务。在法占区对萨尔实行地区自治后，薩爾保護領拥有了自己的国家铁路——萨尔铁路，其铁路网络包括萨尔布吕肯分局和新成立的特里尔分局的辖下业务。在德意志联邦共和国成立后，经营联合会并入了德国联邦铁路。而在1957年1月1日萨尔经过全民公决回归德国后，萨尔铁路也以萨尔布吕肯铁路分局的名义成为德国联邦铁路的一部分。
在苏联占领区内的国家铁路自1949年德意志民主共和国成立后基于法律的原因而保留了“德意志国铁路”的名称。因为根据波茨坦协定的条款，柏林的铁路经营权仅可由德意志国铁路负责，重命名将导致其损失在西柏林的经营权。德国国营铁路就此继承了西柏林的铁路运输及S-Bahn的经营权。它还管辖着设于柏林、科特布斯、德累斯顿、埃尔福特、格赖夫斯瓦尔德、哈勒、马格德堡和什未林等地铁路分局。

## 名称及车辆标识
德意志国铁路在大部分时间内都使用DR作为其名称缩写。然而至1937年，该名称缩写已基本避免使用，因为这已造成信函业界的不悦，它们在业务中更早使用此缩写。该名称缩写还被用于其它少数的几个领域，包括在1930年代和1940年代期间国际车厢管理局使用的车厢编号和德意志国铁路所使用的官方汽车号牌。
为了帮助区分不同时代的德意志国铁路，一些专业媒体最初的设想是在铁道模型中使用另一种缩写词。早期的使用DRG而晚期的变成DRB。由于没有规则监管，这些缩写词的每个使用者和使用时间点均根据其不同的用途而定。在20世纪中叶推出的缩写词DRG，其应用时期的范围可以是1920年或1924年直至1937年、1945年或1949年。在20世纪末才发明的缩写词DRB比缩写词DRG的词义更为深入，即便它表示从1937年开始的也非完整的时期，其应用时期的结束根据不同的使用方式也可以是1945年或1949年。然而，在当时或者甚至是官方均没有这些代替性的缩写词。

### 自1924年的车辆标识

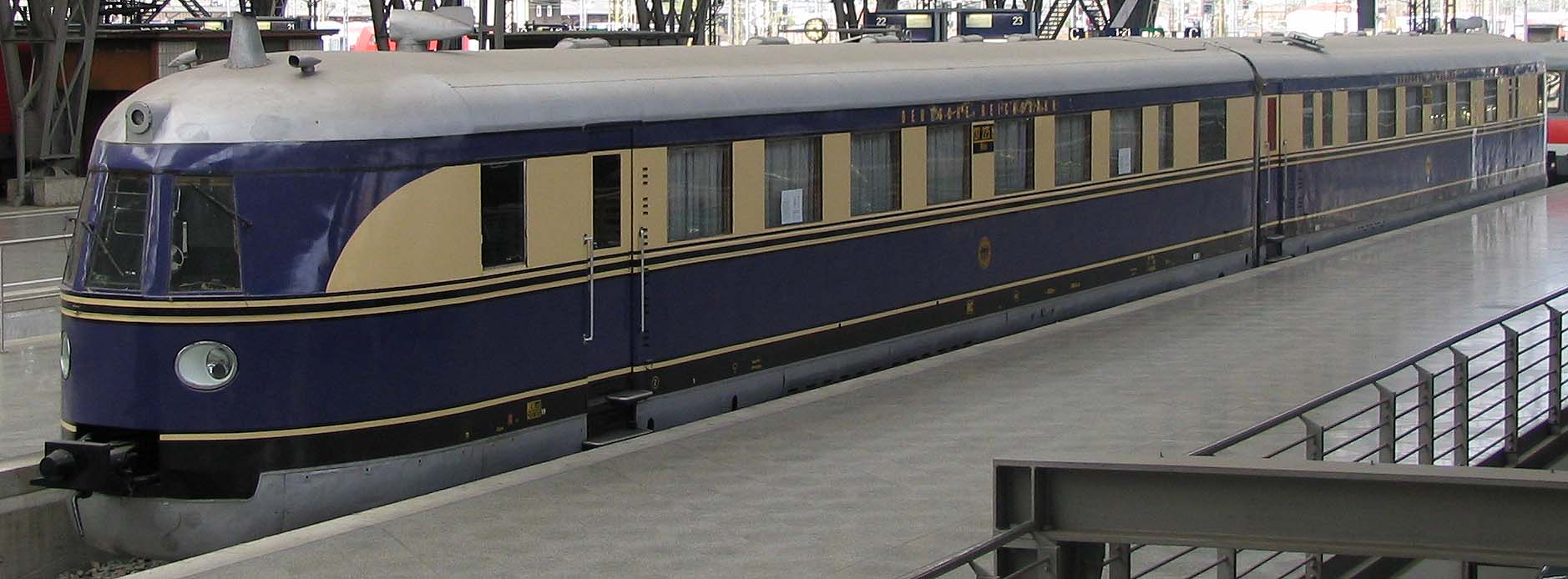
侧壁漆有德意志国铁路标志的SVT137型柴油动车组

在德意志国铁路于1924年推出的徽章标志中，展示了位于圆形黄色背景前的黑色剪影风格的国家之鹰，它由一个黑色的圆环所包围，上书有“德意志国铁路”的环状黄色字样。该标志被安装于行李车厢、客车车厢及柴油动车组的侧壁上。机车则带有单行的“德意志国铁路”字样标记。在客运交通的一部分高品质车厢中，会同时带有徽章标志和单行字样标记。
所有的货运车厢都带有“德意志国铁路”的字样标记，同时还标注有车厢归属地、车厢编号及车型标识。只有极少数的货运车厢会使用白底的黑色国家之鹰标记，但这一标志是不含字样的。德意志国铁路的汽车则几乎全部带有“德意志国铁路”字样和国家之鹰标记。

### 自1937年的车辆标识
1937年随着德意志国铁路法律形式的转变，其徽章标志及部分车辆的标识也被更改。此时推出的徽章标志展示的是国家之鹰展翅站在一个带纳粹十字的月桂花环上。该徽章通常被制成铝制的空心铸件，在莱茵的黄金列车使用青铜材质，或在旧式车厢中使用廉价的水贴。它被广泛应用于德意志国铁路的机车、柴油动车组和客运车厢以及部分特殊的货运车厢之中。
在动车组和客运车厢侧壁所使用的通常徽章标志还带有名称缩写DR。其中字母D被置于国家之鹰的左翼之下，字母R则在右翼之下，两个字母的高度与纳粹十字持平。而新造的货运车厢则仅装有字母D和R。德意志国铁路的汽车可以继续使用旧标志，但在其已更换的新国家之鹰中采用了新的表层涂色（暗灰色，RAL 7021），且不含字母D和R。

### 自1945年的车辆标识
第二次世界大战结束后，所有德意志国铁路车辆上的徽章标志被要求拆除，但车厢标识（归属地、车厢编号及车型标识）仍然保留至1948年。只是在苏联占领区，车厢的归属地名称或管理局若位于奧德河-尼斯河線以东的，均以无害化的城市名取代。名称缩写DR继续作为动车组、客运车厢和货运车厢的所有制标识使用，而单行的“德意志国铁路”字样标记仅在机车上保留。1948年起，大多数车辆开始加贴所谓的区域标识，这是根据车辆所处的占领区而定的名称。1949年起，德国联邦铁路作为西方占领区铁路的新业主，开始对车辆进行重新编号。而到1951年后，民主德国才对苏联占领区铁路的车辆进行全面的重新划分，并保留了德意志国铁路的名称标识所有权。

### 引用
1. ↑  （德文）Reichsgesetzblatt 1920, Seite 773 ff （页面存档备份，存于）
2. ↑  （德文）Schlag nach! – Wissenswerte Tatsachen aus allen Gebieten. Seite 341. Bibliographisches Institut AG, Leipzig 1938.
3. ↑  （德文）Bundesarchiv - Öffentlichkeitsarbeit （页面存档备份，存于）
4. ↑  （德文）Gedenktafel an der Großmarkthalle 的存檔，存档日期2015-09-24., dokumentiert beim Institut für Stadtgeschichte, Karmeliterkloster, Frankfurt am Main
5. ↑  （德文）Auf dem deutschen Schienennetz nach Auschwitz: 11.000 Kinder 的存檔，存档日期2015-05-25.

### 书籍
- （德文） Hans Bock, Franz Garrecht: Julius Dorpmüller - Ein Leben für die Eisenbahn, Ritzau KG - Verlag Zeit und Eisenbahn, ISBN 3-921304-39-3
- （德文） Roland Beier, Hans Sternhart: Deutsche Reichsbahn in Österreich 1938–1945 (–1953). Internationales Archiv für Lokomotivgeschichte, Band 14, Slezak, Wien 1999, ISBN 3-85416-186-7.
- （英文）Alfred C. Mierzejewski: The most valuable asset of the Reich. A history of the German National Railway.
  - Bd. 1: 1920–1932, Chapel Hill und London, The University of North Carolina Press 1999.
  - Bd. 2: 1933–1945, Chapel Hill und London, The University of North Carolina Press 2000.
- （德文） Lothar Gall, Manfred Pohl: Die Eisenbahn in Deutschland. Von den Anfängen bis zur Gegenwart. Verlag C. H. Beck, München 1999.
- （德文） Wolfgang Diener:Anstrich und Bezeichnung von Güterwagen. Verlag Dr. Bernhard Abend, Stuttgart 1992.
- （德文） Berndt Rieger: Der Fahrdienstleiter des Todes. Franz Novak, der Transportexperte Eichmanns. Eine Biographie. Verlag Books on Demand GmbH. 2001. ISBN 3-8311-2541-4.
- （德文）Peter Schymanietz: Die Organisation der deutschen Eisenbahnen 1835–1975. Freiburg 1977.
- （德文）Alfred Gottwaldt: Eisenbahner gegen Hitler – Widerstand und Verfolgung bei der Reichsbahn 1933–1945, Marix Verlag, Wiesbaden 2009, ISBN 978-3-86539-204-6.
- （德文） Alfred Gottwaldt: Dorpmüllers Reichsbahn – Die Ära des Reichsverkehrsministers Julius Dorpmüller 1920–1945, EK-Verlag, Freiburg 2010, ISBN 978-3-88255-726-8.
- （德文） Alfred Gottwaldt: Die Reichsbahn und die Juden 1933-1939 – Antisemitismus bei der Eisenbahn in der Vorkriegszeit., Marix Verlag, Wiesbaden 2011, ISBN 978-3-86539-254-1.